# Flash Back 2012
《超時空要塞馬克羅斯 Flash Back 2012》，是1987年6月21日發行的動畫OVA作品，收錄時間為30分鐘。
本片為集結電視版動畫《超時空要塞》與動畫電影《超時空要塞 愛・還記得嗎》的登場人物鈴明美於片中的演唱曲目，所製作的音樂影帶風格作品。

## 概要
1984年上映的電影版《愛・還記得嗎》，當時由於諸多狀況而未能製作片尾，而當初的預定內容，是描繪明美在演唱會中演唱片尾曲「天使的顏料」（天使の絵の具）的畫面。本作品可說是為了將此段畫面重現而推出的企畫，也是初代《超時空要塞》最後的相關影像作品。主要內容中除了2012年演唱會畫面的「天使的顏料 part 1」，與交代出巨大宇宙移民船大未來號出航的「天使的顏料 part 2」為全新作畫之外，其他的8首歌曲畫面均以電視、電影版畫面剪輯運用，以及美樹本晴彥的插畫所構成。而由於全片多半是以音樂構成，原聲優陣容並未再做重新配音。
新作畫面部分，也是初代《超時空要塞》大多數主角（除遊戲外）的最後一次登場。並略微交代了鈴明美、一條輝與早瀨未沙三位主角的相關下落。

## 收錄曲目
-{
1. 天使の絵の具（part1）
2. SUNSET BEACH
3. 0-G LOVE
4. 小白竜（シャオパイロン）
5. シルバームーン　レッドムーン
6. 愛は流れる part2
7. シンデレラ
8. 愛・おぼえていますか
9. 天使の絵の具（part2）
10. ランナー（デュエットバージョン）}-

- 2～6　作詞：阿佐茜／作曲・編曲：羽田健太郎／演唱：飯島真理
- 10　作詞：阿佐茜／作曲・編曲：羽田健太郎／演唱：藤原誠、飯島真理
- 1、9　作詞・作曲：飯島真理／編曲：清水信之／演唱：飯島真理
- 7　作詞・作曲‧演唱：飯島真理
- 8　作詞：安井一美／作曲：加藤和彦／編曲：清水信之／演唱：飯島真理

## 製作群
（新作部分）
- 原作：スタジオぬえ
- 構成：河森正治
- 人物設定：美樹本晴彦
- 演出：五月女有作
- 作画監督：美樹本晴彦
- 原画：稲野義信、飯田史雄、北久保弘之、竜の子アニメ研究所
- 色指定：由井あつ子
- 美術監督：宮前光春
- 攝影監督：橋本和典
- 制作協力：竜の子プロダクション、遊エンターテイメント、アニメフレンド

（OVA製作群）
- 音響監督：本田保則
- 企画・制作：ビックウエスト
- 制作協力：ネットワーク フロンティア事業部
- 導演：河森正治

## 外部連結
- 超時空要塞系列官網（页面存档备份，存于）
- ビックウエスト･アドによるマクロスシリーズの紹介